# تورق (جيولوجيا)

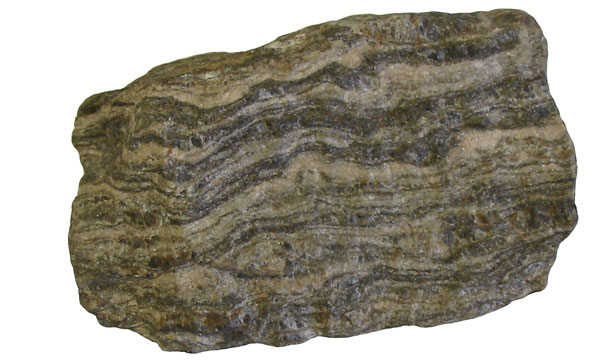
مثال على الصخور المتورقة صخر النايس

التورّق في علم الجيولوجيا هي خاصية تتمتع بها بعض الصخور المتحولة. تتميز الصخور المتورقة بسهولة عند فحصها بطبقاتها المتتالية التي تشبه الأوراق في كتاب، مع ملاحظة الترتيب الواضح للحبيبات المعدنية. ويتكون العديد من الصخور المتورقة من معادن مختلفة الألوان على هيئة أشرطة. ويعد الأردواز والنايس والشست والفيلّيت أمثلة جيدة على الصخور المتورقة.

## الصخور غير المتورقة

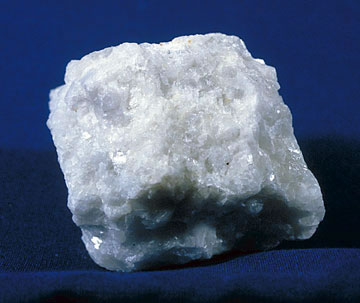
مثال على الصخر المتحول غير المتورق صخر الرخام

الصخور غير المتورقة هي القسم الثاني لأقسام الصخور المتحولة، وليس لها بنية ورقية واضحة، وهي غالباً ذات توزيع لوني متجانس، أما حبيباتها فهي غالباً غير مرئية، ولا تصطف بنمط منتظم، ومنها صخر الرخام وصخر الكوارتزيت الذي ينتج عن تعرض الصخر الرملي للضغط والحرارة.

## طالع المزيد
- إيراق